# یون سونگ هیون
یون سونگ هیون (کره‌ای: 윤성현؛ زادهٔ ۳ اوت ۱۹۸۲) کارگردان فیلم و فیلم‌نامه‌نویس اهل کره جنوبی است. نخستین کارگردانی یون، فیلم شب دلگیر بود که نقدهای مختلفی دریافت کرد و یون برندهٔ چند جایزهٔ بهترین کارگردان تازه‌کار در جوایز ناقوس بزرگ، جوایز فیلم اژدهای آبی و جوایز منتقدان فیلم بوسان شد.